# Coppa di Turchia 2011-2012 (pallavolo femminile)
La Coppa di Turchia 2011-2012 è stata la 13ª edizione della coppa nazionale di Turchia e si è svolta dal 30 settembre 2011 al 13 maggio 2012. Alla competizione hanno partecipato 21 squadre e la vittoria finale è andata per l'ottava volta, la seconda consecutiva, all'Eczacıbaşı.

## Regolamento
Alla competizione prendono parte 21 squadre, 12 provenienti dalla Voleybol 1. Ligi e le restanti 9 provenienti dalla Voleybol 2. Ligi. La competizione prevede una prima fase composta da un primo turno a gironi, con le prime due classificate e le 3 miglior terze classificate che si qualificano agli ottavi di finale, che si svolgono in gara unica, a differenza dei quarti di finale giocati in gare di andata e ritorno; le quattro vincitrici ai quarti di finale accedono alla final 4, con semifinali e finale in gara unica.

## Squadre partecipanti
| - Ankaragücü - Arkas - Beşiktaş - Bursa BB - Çanakkale - Çerkezköy - Eczacıbaşı | - Ereğli - Fenerbahçe - Galatasaray - Gazi Üniversitesi - Karşıyaka - İller Bankası - Nilüfer | - Pursaklar - Salihli - Şişli - TED Ankara - Tirebolu - VakıfBank - Yeşilyurt |

## Risultati

### Prima fase

#### Fase a gironi
Dati non disponibili.

#### Ottavi di finale
| 22 novembre 2011 - ore 17:00 Ankara Başkent Voleybol Salonu, Ankara | İller Bankası     | X - 3 | Ereğli      |  |
| 23 novembre 2011 - ore 17:30 Ankara Başkent Voleybol Salonu, Ankara | TED Ankara        | X - 3 | Nilüfer     |  |
| 23 novembre 2011 - ore 16:00 Akatlar Spor Salonu, Ankara            | Beşiktaş          | X - 3 | VakıfBank   |  |
| 23 novembre 2011 - ore 17:00 Yeşilyurt Spor Salonu, Istanbul        | Yeşilyurt         | X - 3 | Eczacıbaşı  |  |
| 23 novembre 2011 - ore 14:00 Salihli Spor Salonu, Manisa            | Salihli           | 3 - X | Karşıyaka   |  |
| 24 novembre 2011 - ore 18:00 Ankara Başkent Voleybol Salonu, Ankara | Gazi Üniversitesi | X - 3 | Fenerbahçe  |  |
| 24 novembre 2011 - ore 15:00 Pursaklar Spor Salonu, Ankara          | Pursaklar         | X - 3 | Galatasaray |  |
| 24 novembre 2011 - ore 14:00 Halkapınar Spor Salonu, Smirne         | Arkas             | X - 3 | Ankaragücü  |  |

#### Quarti di finale

##### Andata
| 25 gennaio 2012 - ore 18:00 Ankara Başkent Voleybol Salonu, Ankara    | Ankaragücü | 3 - 1 | Galatasaray | 25-23, 18-25, 25-17, 25-18       |
| 25 gennaio 2012 - ore 14:00 TED Ankara Kolejliler Spor Salonu, Ankara | TED Ankara | 0 - 3 | Fenerbahçe  | 15-25, 17-25, 17-25              |
| 25 gennaio 2012 - ore 14:00 Salihli Kapalı Spor Salonu, Manisa        | Salihli    | 0 - 3 | VakıfBank   | 13-25, 17-25, 9-25               |
| 28 gennaio 2012 - ore 15:00 Ereğli Atatürk Spor Salonu, Konya         | Ereğli     | 2 - 3 | Eczacıbaşı  | 18-25, 25-23, 19-25, 25-18, 7-15 |

##### Ritorno
| 14 febbraio 2012 - ore 15:00 Burhan Felek Spor Salonu, Istanbul | VakıfBank   | 3 - 0 | Salihli    | 25-15, 25-15, 25-15      |
| 14 febbraio 2012 - ore 19:00 Burhan Felek Spor Salonu, Istanbul | Fenerbahçe  | 3 - 0 | TED Ankara | 25-11, 25-10, 25-17      |
| 15 febbraio 2012 - ore 13:00 Burhan Felek Spor Salonu, Istanbul | Galatasaray | 3 - 1 | Ankaragücü | 25-11, 25-8, 25-18, 15-7 |
| 15 febbraio 2012 - ore 17:00 Eczacıbaşı Spor Salonu, Istanbul   | Eczacıbaşı  | 3 - 0 | Nilüfer    | 25-17, 25-15, 25-17      |

### Final-four

#### Tabellone
|  | Semifinali  | Semifinali  | Semifinali |            |             | Finale      | Finale | Finale |  |
|  |             |             |            |            |             |             |        |        |  |
|  | Fenerbahçe  | Fenerbahçe  | 0          |            |             |             |        |        |  |
|  | Fenerbahçe  | Fenerbahçe  | 0          |            |             |             |        |        |  |
|  | Galatasaray | Galatasaray | 3          |            |             |             |        |        |  |
|  | Galatasaray | Galatasaray | 3          |            | Galatasaray | Galatasaray | 0      |        |  |
|  |             |             |            |            | Galatasaray | Galatasaray | 0      |        |  |
|  |             |             | Eczacıbaşı | Eczacıbaşı | 3           |             |        |        |  |
|  | Eczacıbaşı  | Eczacıbaşı  | Eczacıbaşı | Eczacıbaşı | 3           | 3           |        |        |  |
|  | Eczacıbaşı  | Eczacıbaşı  |            |            |             |             |        |        |  |
|  | VakıfBank   | VakıfBank   | 0          |            |             |             |        |        |  |

#### Calendario

##### Semifinali
| 11 maggio 2012 - ore 18:00 Burhan Felek Spor Kompleksi, Istanbul | Fenerbahçe | 0 - 3 | Galatasaray | 17-25, 9-25, 15-25 |
| 11 maggio 2012 - ore 20:00 Burhan Felek Spor Kompleksi, Istanbul | Eczacıbaşı | 3 - 0 | VakıfBank   | 25-11, 25-13, 25-9 |

##### Finale
| 13 maggio 2012 - ore 18:00 Burhan Felek Spor Kompleksi, Istanbul | Galatasaray | 0 - 3 | Eczacıbaşı | 21-25, 18-25, 19-25 |